# Eva Ström
Eva Ström (Lidingö, 1947) escritora y crítica literaria sueca.
Estudió medicina y trabajó como médica de 1974 a 1988. 
Ganó con Revbensstäderna el Premio de Literatura del Consejo Nórdico en 2003 y es miembro de la Real Academia de las Ciencias de Suecia desde 2010.
Su hija Karin Ström, es una famosa cantautora. 